# Salacia lovettii
Salacia lovettii är en benvedsväxtart som beskrevs av N. Hallé och Brian Frederick Mathew. Salacia lovettii ingår i släktet Salacia och familjen Celastraceae. Inga underarter finns listade.